# Gautier de Coincy
Gautier de Coincy (1177–1236) – francuski mnich benedyktyński, opat, truwer poeta i aranżer, znany przede wszystkim z nabożeństwa do Najświętszej Maryi Panny. Jeden z pierwszych i największych poetów średniowiecznych, tworzących w języku francuskim.

## Życiorys
Gauthier de Coincy urodził się w 1177 roku w Coincy pod Fère-en-Tardenois. Po studiach w szkole klasztornej, ukończonej w Paryżu, został w roku 1193 mnichem benedyktyńskim w opactwie Saint-Médard w Soissons, kiedy miał zaledwie piętnaście lat. W roku 1214 został mianowany opatem klasztoru w Vic-sur-Aisne, mieście leżącym na północ od Paryża i na wschód od Beauvais, gdzie zastąpił swojego wuja.
W roku 1218 rozpoczął kompilowanie zbioru Les Miracles de Nostre-Dame (cuda Matki Bożej), w którym poetyckie teksty na cześć Najświętszej Maryi Panny podłożył pod popularne melodie i pieśni swoich czasów. Przez dziesięć lat wysłał swoje rękopisy do swego przyjaciela Roberta de Dives, opata w klasztorze Saint-Blaise w Noyon, który je kopiował i iluminował.
W 1233 roku został opatem w klasztorze św. Medarda w Soissons. Zmarł tamże w roku 1236, pozostawiając dzieło liczące 30 tys. wersów.

## Les Miracles de Nostre-Dame
To pełne czci, ale i humoru dzieło, przepełnione miłością dla Maryi Panny, zwróciło wówczas uwagę również świętego Bernarda z Clairvaux (też zakonnika, choć nie benedyktyna, lecz cystersa), który był czołowym średniowiecznym orędownikiem kultu Matki Bożej jako przeciwwagi do bardziej rygorystycznej scholastyki.
Jednak w przeciwieństwie do pełnych powagi ksiąg Bernarda z Clairvaux, dzieło de Coincy (dzielącego z Bernardem te same idee) zmierzało raczej w kierunku pobłażliwości i dobroci serca. Wiele pieśni de Coincy napisał do melodii popularnych ballad, modnych wówczas na dworze królewskim, albo melodii zapożyczonych z prostych pieśni ludowych czy miłosnych. Cuda Matki Bożej to jedno z najpopularniejszych dzieł literatury maryjnej z tego okresu. Ukazuje najważniejsze wartości chrześcijańskie, w świetle których Maryja reprezentuje najbardziej przyjazny i ludzki aspekt zbawienia: wstawiennictwo i miłosierdzie. Wiele pieśni opiewa najważniejsze momenty z ziemskiego życia Maryi: jej poczęcie, narodziny, dzieciństwo, jej młodość spędzoną w świątyni, wydarzenia zapisane w Ewangeliach i Jej Zaśnięcie. Z kolei poematy i opowiadania są zazwyczaj bardziej skupione na Jej cudach, dokonujących się w czasach de Coincy.
Jeśli chodzi o wzajemne odniesienia między Maryją a ówczesnymi wiernymi, jeden z dzisiejszych historyków tak pisze o postrzeganiu Maryji przez de Coincy: "Bohaterami Cudów są kłamcy, złodzieje, cudzołożnicy i rozpustnicy, swawolni żacy, ciężarne zakonnice, niezdyscyplinowani i leniwi duchowni oraz zbiegli żonaci zakonnicy. Im bardziej ordynarny jest petent Dziewicy, tym większe znajduje w nim Ona upodobanie, ale pod jednym warunkiem: że będzie oddawać jej cześć – zwykle przez odmawianie Zdrowaś Maryjo i okazywanie należytego szacunku dla cudu Wcielenia, który dokonał się w Niej [...]. Każdy, kto ucieka się do Jej opieki, bez względu na swoje postępowanie, jest Jej poddanym, a Ona jest jego Panią. Przez Nią swawolny orszak bezmyślnych, słabych ludzi odnajduje drogę do raju".
De Coincy zmagał się z problemem dobrze znanym duchownym na przestrzeni wieków: jak przeciwdziałać pomniejszaniu kulturowego statusu Kościoła przez uroczystości świeckie i popularne rozrywki. Kapituła katedry w Beauvais miała swoje własne rozwiązanie: przenieść muzykę, hazard i inne bluźniercze praktyki do kościoła w formie udramatyzowanej historii biblijnej, ukazującej przykłady złego postępowania w kontekście religijnym. Wystawiła przedstawienia, surowo piętnujące świeckie rozrywki jako złe i szkodliwe dla życia duchowego.
Tymczasem Gautier de Coincy wykorzystał popularne piosenki i dworską poezję miłosną trubadurów jako nośnik dla własnej poezji miłosnej: opiewania cudów dokonanych przez Maryję Dziewicę i bezgranicznego wynoszenia jej ponad wszystkie kobiety świata – trochę jak podążający za modą księża z lat 1980 i 90, wprowadzający gitary i perkusję do kościołów, by wykonywać nowego rodzaju piosenki w stylu pop.
Pod wieloma względami de Coincy odrzuca surową moralność pawłową, która będzie później charakteryzować niektóre wyznania chrześcijańskie, zwłaszcza kontrreformacyjny katolicyzm oraz protestantyzm, które kładły wielki nacisk na samozaparcie i wyrzeczenie.
De Coincy toworzył dla swego własnego zgromadzenia, by przedstawić łagodniejszą formę chrześcijaństwa – w reakcji na bezkompromisową postawę kapituły katedralnej w Beauvais. To może wyjaśniać, dlaczego postanowił wyrazić swoje bardziej liberalne poglądy maryjne przez wykorzystanie świeckiej poezji i muzyki.
Dzieło Gautiera przetrwało 800 lat, jest wykonywane i nagrywane, ostatnio zwłaszcza przez The Harp Consort. Stawia jednak dzisiejszych artystów przed nierozwiązalnymi problemami, jeśli chcą je przywrócić do życia. Gdy chodzi o wykorzystanie instrumentów, improwizację i ozdobniki, pozostają im głównie domysły.